# Salionca
Salionca es un yacimiento arqueológico autrigón, situado a unos 2 km de la actual Poza de la Sal, en el Cerro del Milagro, cerca del río Homino.
En su proximidad hay manantiales salinos, que en época romana tuvieron importancia en la obtención y explotación de la sal.

## Etimología
El nombre de Salionca se relaciona con el indoeuropeo *sal ("agua salada, sal").

## Ubicación
Ptolomeo marcó los límites de la nación autrigona en sus tablas; dicha nación también es mencionada por Pomponio Mela y por Plinio el Viejo.
Poza de la Sal ha sido identificada por los investigadores con la antigua Salionca, que Ptolomeo cita entre las ciudades autrigonas. Se ubicaba en concreto a 2 km, en el Cerro del Milagro y sus laderas orientales. Sin más datos que la mención por parte de Ptolomeo, ha habido varias teorías alternativas sobre su ubicación (Salinas de Añana, Salinas de Ciadoncha, Villafranca Montes de Oca, Espejo) aparte de Poza de la Sal. Sin otras fuentes que faciliten su localización, la arqueología es fundamental para estimar su ubicación.

## Características
En este yacimiento se han documentado materiales de diversos periodos: Calcolítico, Bronce Final, edades del Hierro I y II, y periodos romano altoimperial y tardorromano.
En el caso de la Salionca prerromana se puede decir que fue un núcleo urbano organizado, lo que se evidencia por la existencia de restos de construcción y de edificaciones públicas o privadas y de superficies pavimentadas. Sobre el castro de Salionca, situado cerca de los manantiales salinos, los romanos fundaron Flavia Augusta. Durante el siglo I fue un núcleo romano importante. La ciudad romana, de planta rectangular, disponía de foro, termas, templos y necrópolis. Los monumentos funerarios son de cronología romana y tradición indígena (con estelas-urna oikomorfas, que tienen con forma de casa y decoración astral y de arquerías).
Se estima que en la época romana se dio un impulso importante a la explotación de la sal, introduciendo nuevas técnicas y definiendo la peculiaridad de sus  salinas.
En el siglo III, Salionca (Flavia Augusta) tuvo al menos dos templos, uno de ellos dedicado a la deidad indígena Suttunio.